# Kék daknisz
A kék daknisz vagy közönséges pitpit (Dacnis cayana) a madarak osztályának verébalakúak (Passeriformes) rendjébe és a tangarafélék (Thraupidae) családjába tartozó faj.

## Rendszerezése
A fajt Carl von Linné svéd természettudós írta le 1766-ban, a billegetőfélék (Motacillidae) családjába tartozó Motacilla nembe Motacilla cayana néven.

## Alfajai
- Dacnis cayana baudoana Meyer de Schauensee, 1946
- Dacnis cayana caerebicolor P. L. Sclater, 1851
- Dacnis cayana callaina Bangs, 1905
- Dacnis cayana cayana (Linnaeus, 1766)
- Dacnis cayana glaucogularis von Berlepsch & Stolzmann, 1896
- Dacnis cayana napaea Bangs, 1898
- Dacnis cayana paraguayensis C. Chubb, 1910
- Dacnis cayana ultramarina Lawrence, 1864

## Előfordulása
Costa Rica, Honduras, Nicaragua, Panama, Trinidad és Tobago, valamint Argentína, Bolívia, Brazília, Kolumbia, Ecuador, Francia Guyana, Guyana, Paraguay, Peru, Suriname és Venezuela honos. 
Természetes élőhelyei a szubtrópusi és trópusi síkvidéki esőerdők, mocsári erdők, szavannák és cserjések, valamint ültetvények. Vonuló faj.

## Megjelenése
Testhossza 11–12 centiméter, testtömege 10–15,5 gramm. A hím kék és fekete tollazatú, a tojó feje világoskék, a teste zöld.
|  |  |

## Életmódja
Gyümölcsökkel és ízeltlábúakkal táplálkozik.

## Természetvédelmi helyzete
Az elterjedési területe rendkívül nagy, egyedszáma pedig stabil. A Természetvédelmi Világszövetség Vörös listáján nem fenyegetett fajként szerepel.